# 鈴木芽吹
鈴木 芽吹（すずき めぶき、2001年6月3日 - ）は、日本の陸上競技選手。静岡県熱海市出身。トヨタ自動車陸上長距離部所属。専門種目は長距離走。

## 来歴
熱海市立泉中学校、佐久長聖高等学校、駒澤大学経営学部卒業。
中学校に陸上部が無かったため、ソフトテニス部に所属していたが、ジュニアオリンピックの3000mで静岡県1位、全国都道府県対抗駅伝では4人抜きと活躍をみせた。

### 高校時代
3年連続で全国高等学校駅伝に出場。1年次第68回は6区・区間賞（14分20秒）を獲得し、佐久長聖高校の2度目の全国優勝に貢献した。2年次第69回は5区・区間4位（8分44秒）。
3年次第71回はキャプテンとして1区を首位と11秒差の区間7位（28分59秒）で走り、チームを全国3位へと導いた。

### 大学時代

#### 大学1年次
9月の全日本インカレでは、5000mで13分43秒07を記録した。出雲駅伝が中止となり、三大駅伝デビューとなった全日本大学駅伝では3区を担当し、区間5位の走りで順位を1つ上げた。なお、駒澤大は6年ぶり13回目の優勝を果たした。
11月23日の関東学連記録会では、当時の10000mU20日本歴代5位の28分23秒87を記録。
第97回箱根駅伝では山登りの5区を走り、区間4位。往路は3位に終わるも、10区で3分19秒差を逆転して首位に立ち13年ぶり7回目となる総合優勝を果たした。

#### 大学2年次
4月に、日本選手権の参加標準記録を突破し日本選手権に出場。総合3位に入り、日本人学生歴代3位となる27分41秒68の記録を叩き出した。しかし、9月に大腿骨を疲労骨折し出雲駅伝と全日本大学駅伝は欠場。第98回箱根駅伝では、当日変更で8区を担当。2位で襷を受けると序盤から順大・津田将希と並走。だが12km過ぎあたりからペースを落とし津田に差を広げられると、戸塚中継所付近では中央大、東京国際大、創価大にも抜かれ6位に転落。最後は足を引きずるような状態になったが、襷を繋ぎ切った（区間18位）。その後、9区・山野力が6位から4位に、10区・青柿響が4位から3位にそれぞれ順位を上げるも、総合2連覇を逃した。

#### 大学3年次
箱根駅伝後は怪我の再発によりレースに出られない状態が続いたが、2022年10月10日に行われた出雲駅伝に最終6区で出場し復帰を果たす。5区・安原太陽からトップで襷を受けると危なげない走りでそのまま逃げ切り、9年ぶり4回目の優勝に貢献。鈴木自身も三大駅伝初となる区間賞を獲得した。また、駒澤大は青学大が第27回大会にマークした大会記録を33秒上回る2時間08分32秒の大会新記録を樹立した。
2023年1月2日の第99回箱根駅伝では4区に出場。7kmで1位の中央大・吉居駿恭に追いつくが、その後は牽制し合いペースが落ちる。すると3位の青学大・太田蒼生に追い上げを許し、14.3kmで並ばれ三つ巴となる。酒匂橋で吉居が脱落し太田との一騎打ちになると、小田原中継所目前まで抜きつ抜かれつのデットヒートとなる。最後は鈴木がわずかながらも前に出て、1秒差で先頭を死守した。駒澤大は19年ぶり4回目の往路優勝を果たすと、翌日の復路でも5人全員が堅実な走りで2位・中央大との差を広げ、2年ぶり8回目の総合優勝（完全優勝）、及び史上5校目となる大学駅伝三冠を達成した。

#### 大学4年次
2023年7月15日に行われたホクレンディスタンスでは5000mに出場し、13分24秒55のタイムで2年ぶりに自己ベストを更新した。
10月9日の第35回出雲駅伝では前回同様6区を担当し、5区・安原から1位で襷を受ける。鈴木は2年連続となる区間賞の快走を見せ、大会新記録（2時間07分51秒）での連覇に貢献した。
11月5日の第55回全日本大学駅伝では7区を担当。國學院大・平林清澄と中央大・湯浅仁には及ばず区間3位だったが、2位の青学大・太田との差を28秒広げた。その後、8区の山川拓馬も区間賞を獲得する快走を見せ4連覇を達成した。
第100回箱根駅伝では初めて2区に出場。序盤は良いペースを刻み区間2位で走るも、青学大・黒田朝日が区間賞の走りを見せたことで差を縮められる。その後、3区で青学大にトップを譲るとそこから差を大きく広げられ、総合2位に終わり連覇及び2年連続の三冠を逃した。
1月に行われた都道府県対抗駅伝に初出場を果たす。最終7区を務めトップで襷を貰うと独走で優勝テープを切った。また、この区間の区間記録を20年ぶりに更新した。

### 実業団時代

#### 社会人1年目
5月に行われた第108回日本陸上競技選手権大会に出場し、27分26秒67で4位だった。また、11月に行われた八王子ロングディスタンスでは27分20秒33で4位に入った。

#### 社会人2年目
4月に行われた第109回日本陸上競技選手権大会に出場し、27分28秒82で初優勝を達成した。5月27日に行われたアジア陸上競技選手権大会の男子10000mに出場し、2位となった。

## 人物
大学三大駅伝は個人で6度の優勝を経験しており、1989年に出雲駅伝が始まって以降最多タイである。

## 戦績・記録

### 大学三大駅伝戦績
| 学年               | 出雲駅伝                   | 全日本大学駅伝              | 箱根駅伝                          |
| ------------------ | -------------------------- | --------------------------- | --------------------------------- |
| 1年生 （2020年度） | 第32回 （開催中止）        | 第52回 3区-区間5位 34分07秒 | 第97回 5区-区間4位 1時間12分44秒  |
| 2年生 （2021年度） | 第33回 ― - ― 出走なし      | 第53回 ― - ― 出走なし       | 第98回 8区-区間18位 1時間07分47秒 |
| 3年生 （2022年度） | 第34回 6区-区間賞 29分21秒 | 第54回 ― - ― 出走なし       | 第99回 4区-区間3位 1時間01分00秒  |
| 4年生 （2023年度） | 第35回 6区-区間賞 29分00秒 | 第55回 7区-区間3位 51分13秒 | 第100回 2区-区間2位 1時間06分20秒 |

### 実業団駅伝戦績
| 年度                   | 大会                   | 区間     | 区間順位 | 記録          |
| ---------------------- | ---------------------- | -------- | -------- | ------------- |
| 2024年度 （入社1年目） | 第64回中部実業団駅伝   | 出走なし | 出走なし | 出走なし      |
| 2024年度 （入社1年目） | 第69回全日本実業団駅伝 | 2区      | 区間2位  | 1時間02分03秒 |

## 自己ベスト
- 3000m - 7分44秒45
- 5000m - 13分13秒80
- 10000m - 27分20秒33
- ハーフマラソン - 1時間03分07秒